# Église Saint-Bohaire de Saint-Bohaire
L'église Saint-Bohaire est une église catholique située à Saint-Bohaire, dans le département de Loir-et-Cher en région Centre-Val de Loire en France.
Depuis 1995 l'église de Saint-bohaire est classé au monument historique.

## Localisation
L'église est située dans la commune de Saint-bohaire dans le département de Loir-et-Cher en région Centre-Val de Loire en France.

## Historique
L'édifice est classé au titre des monuments historiques en 1995.